# Kaspar Braun
Kaspar Braun, född 13 augusti 1807 och död 29 oktober 1877, var en tysk målare, träsnittskonstnär och förläggare.
Som målare var Braun elev till Peter von Cornelius, och utbildade sig senare som träsnidare i Paris. Braun grundade en xylografisk anstalt i München och senare tillsammans med Friedrich Schneider ett förlag för träsnitt, varifrån många av det tyska 1800-talets främsta träsnitt utgick. Bland annat tryckte de Fliegende Blätter.